# 拉韦皮耶尔-弗里亚尔代勒
拉韦皮耶尔-弗里亚尔代勒（法語：La Vespière-Friardel，法語發音：[la vɛpjɛʁ fʁijaʁdɛl]）是法国卡尔瓦多斯省的一个市镇，位于该省东南部，属于利雪区。该市镇于2016年由原市镇拉韦皮耶尔和弗里亚尔代勒合并而成，行政中心位于拉韦皮耶尔。

## 地理
拉韦皮耶尔-弗里亚尔代勒（49°1'7"N, 0°24'44"E）面积18.04 平方千米，位于法国诺曼底大区卡爾瓦多斯省，该省份为法国西北部沿海省份，北濒大西洋英吉利海峡，东北与滨海塞纳省以海上边界相接，东临厄尔省，南至奧恩省，西与芒什省接壤。

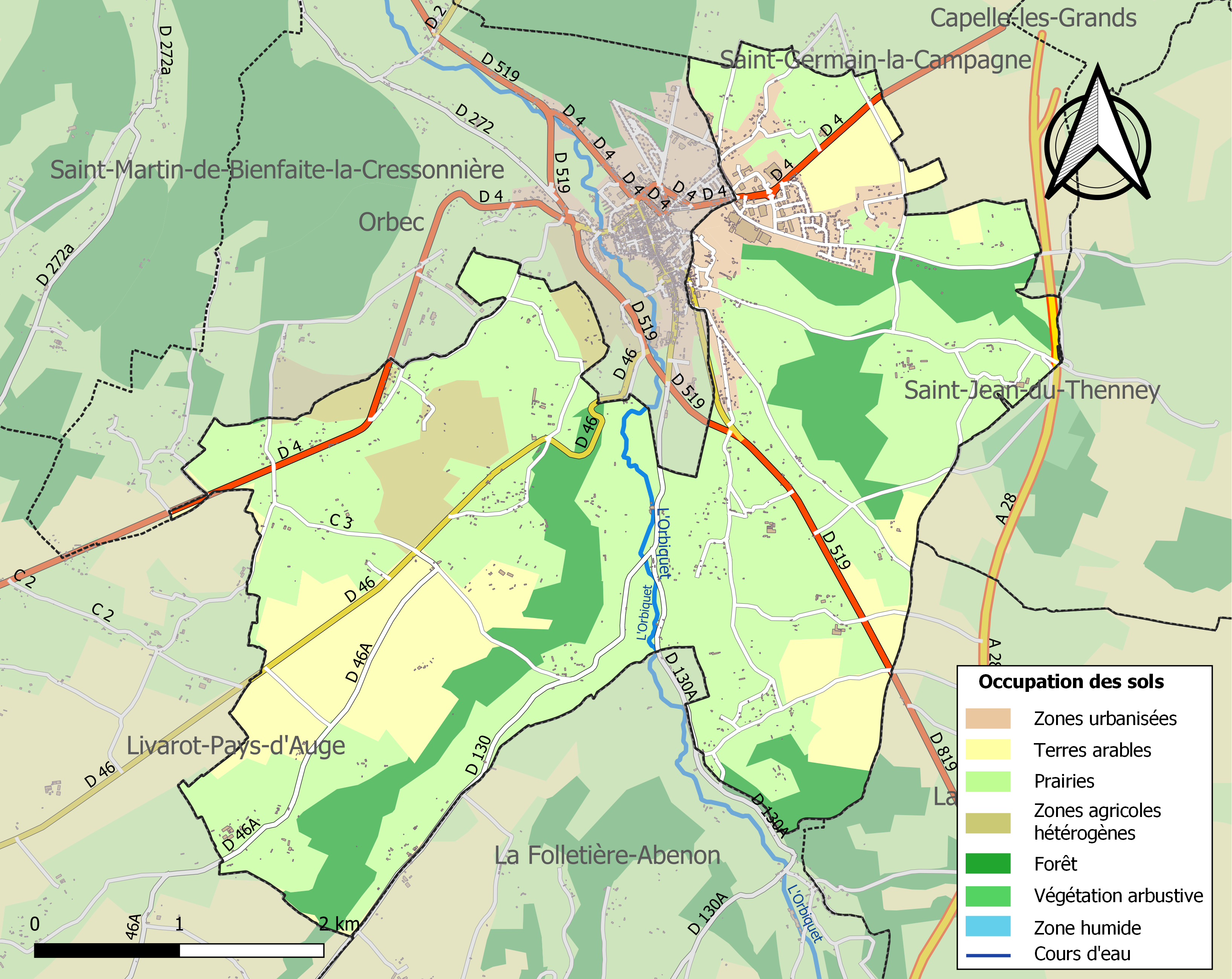
拉韦皮耶尔-弗里亚尔代勒的OSM定位图

与拉韦皮耶尔-弗里亚尔代勒接壤的市镇（或旧市镇、城区）包括：拉福勒蒂耶尔-阿布农、奥尔贝克、拉沙佩勒戈捷、利瓦罗派多日、圣日尔曼拉康帕尼、圣让迪泰内。
拉韦皮耶尔-弗里亚尔代勒的时区为UTC+01:00、UTC+02:00（夏令时）。

## 行政
拉韦皮耶尔-弗里亚尔代勒的邮政编码为14290，INSEE市镇编码为14740。

## 政治
拉韦皮耶尔-弗里亚尔代勒所属的省级选区为利瓦罗派多日县。

## 人口
拉韦皮耶尔-弗里亚尔代勒于2022年1月1日时的人口数量为1181人。